# Cubla

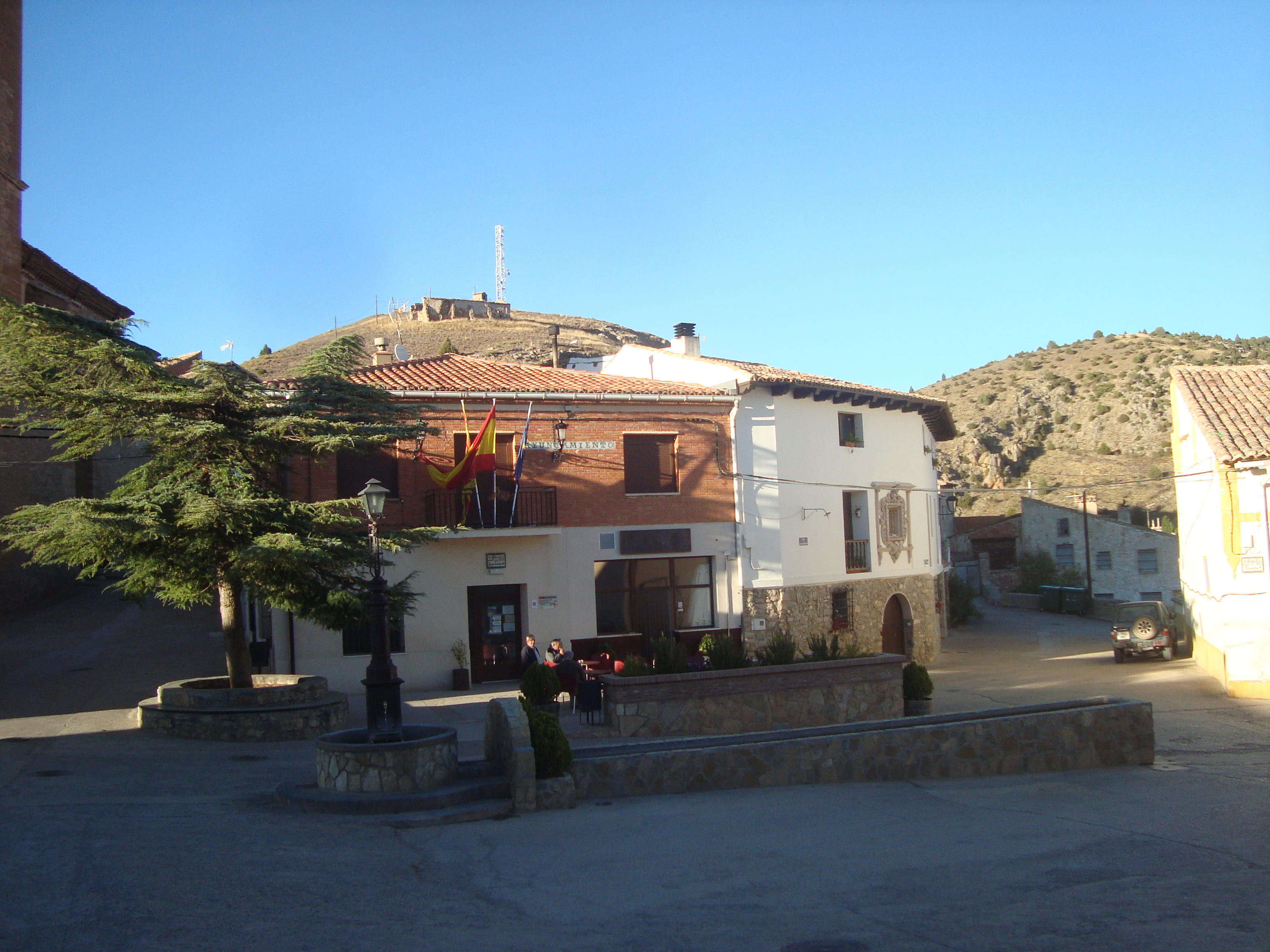
Cubla (Teruel)

Cubla est une commune d’Espagne, dans la province de Teruel, communauté autonome d'Aragon comarque de Teruel.

## Démographie
En 2022, elle comptait 60 habitants sur une superficie de 48.63 km².

## Liens externes

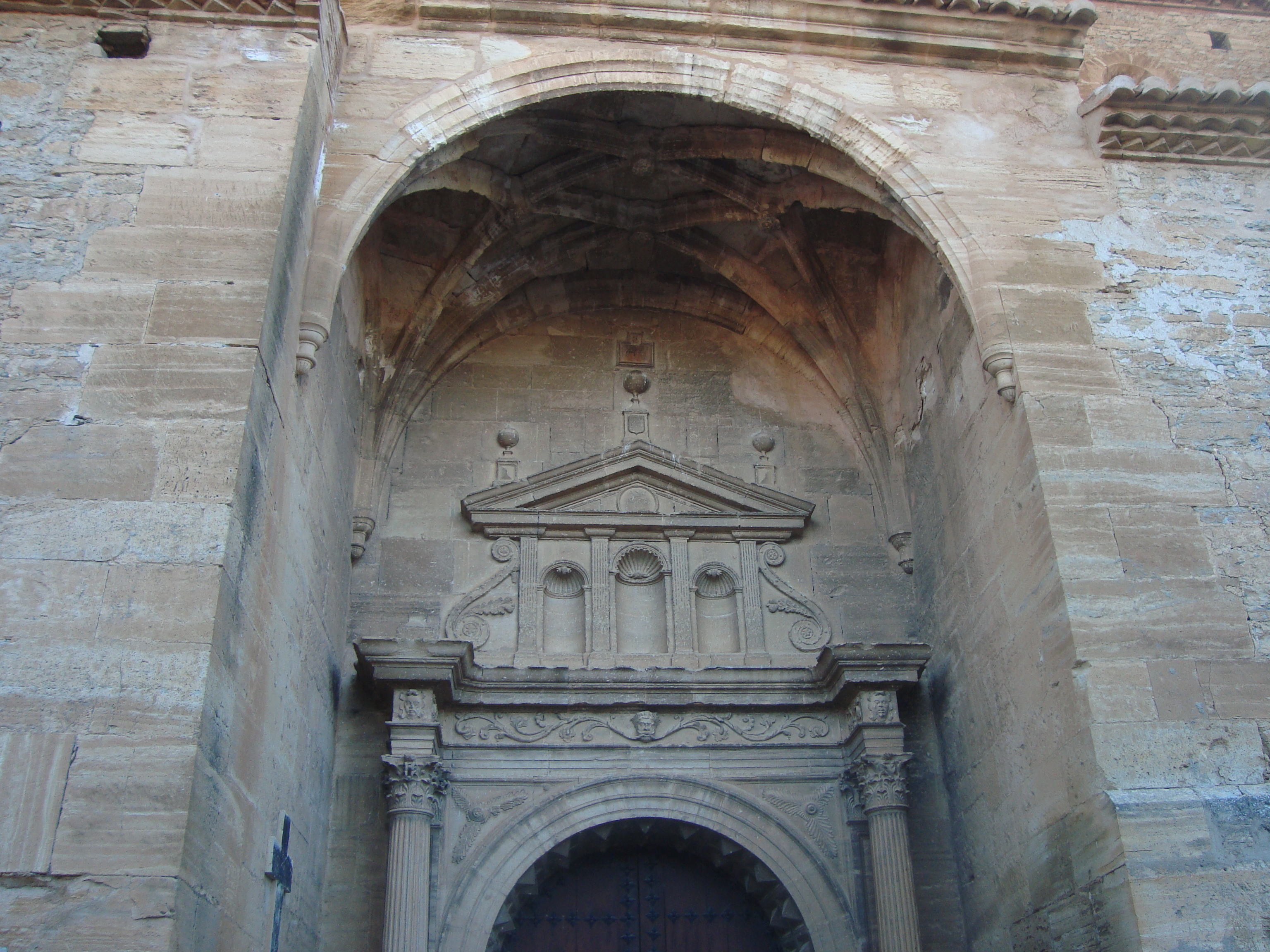
Cubla (Teruel)

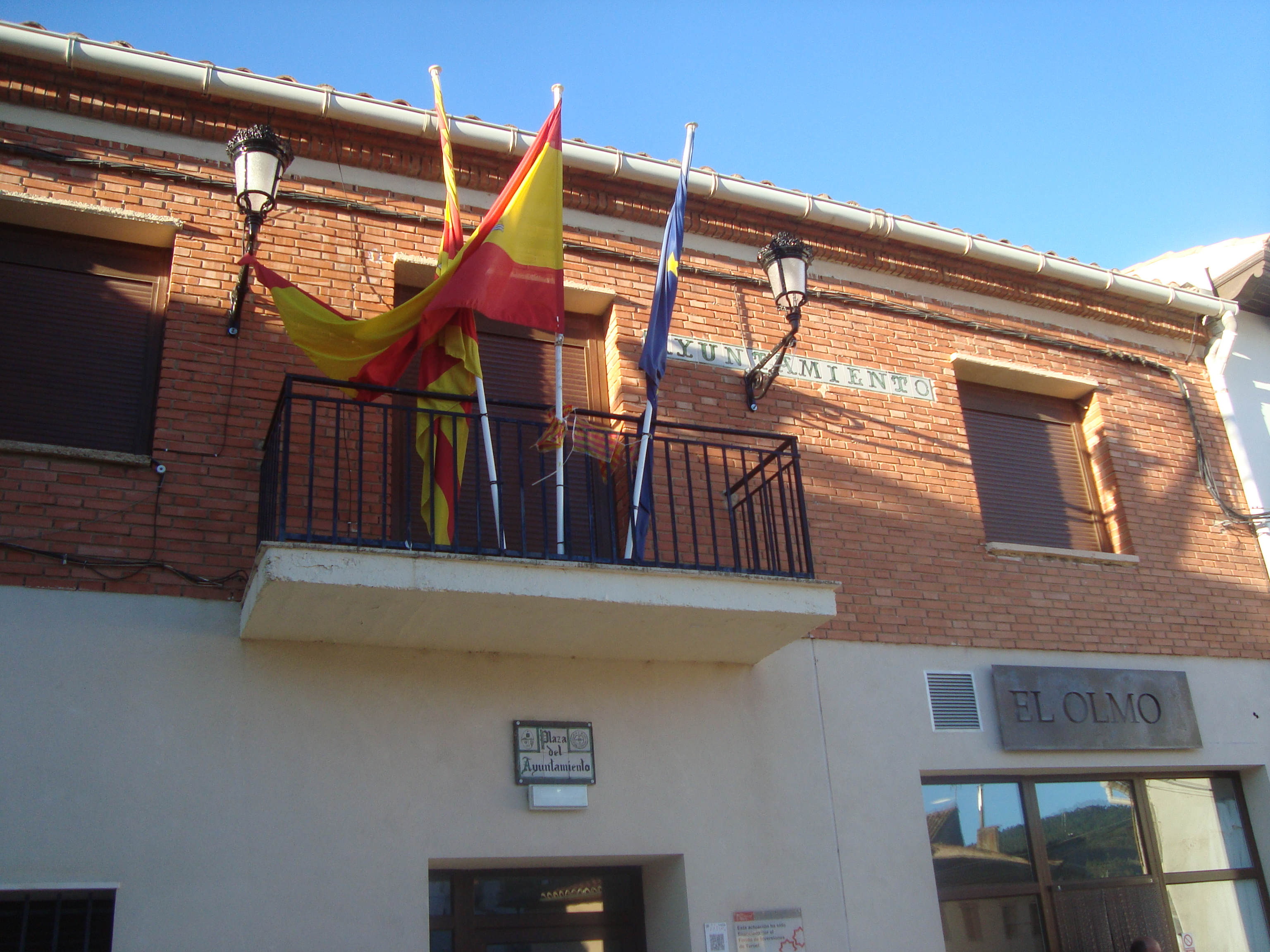
Cubla (Teruel)